# One Man's Treasure
Albums de Mick Harvey
Pink Elephants Two of Diamonds
(2007)
One Man's Treasure est le troisième album solo du musicien australien Mick Harvey mais aussi le premier à ne pas comporter de reprises Serge Gainsbourg.